# Epiplema moza
Epiplema moza är en fjärilsart som beskrevs av Butler 1878. Epiplema moza ingår i släktet Epiplema och familjen Uraniidae. Inga underarter finns listade i Catalogue of Life.